# ギニアビサウの世界遺産
ギニアビサウの世界遺産 （ギニアビサウのせかいいさん）はユネスコの世界遺産リストに登録されているギニアビサウ国内の文化・自然遺産である。ギニアビサウの世界遺産条約批准は2006年1月28日のことであった。

## 文化遺産
なし

## 自然遺産
- ビジャゴ諸島とオマティ・ミニョの沿岸・海洋生態系群 - （2025年）

## 複合遺産
なし

## 暫定リスト
世界遺産の暫定リストに掲載されている物件はない。